# Ferrero Rocher

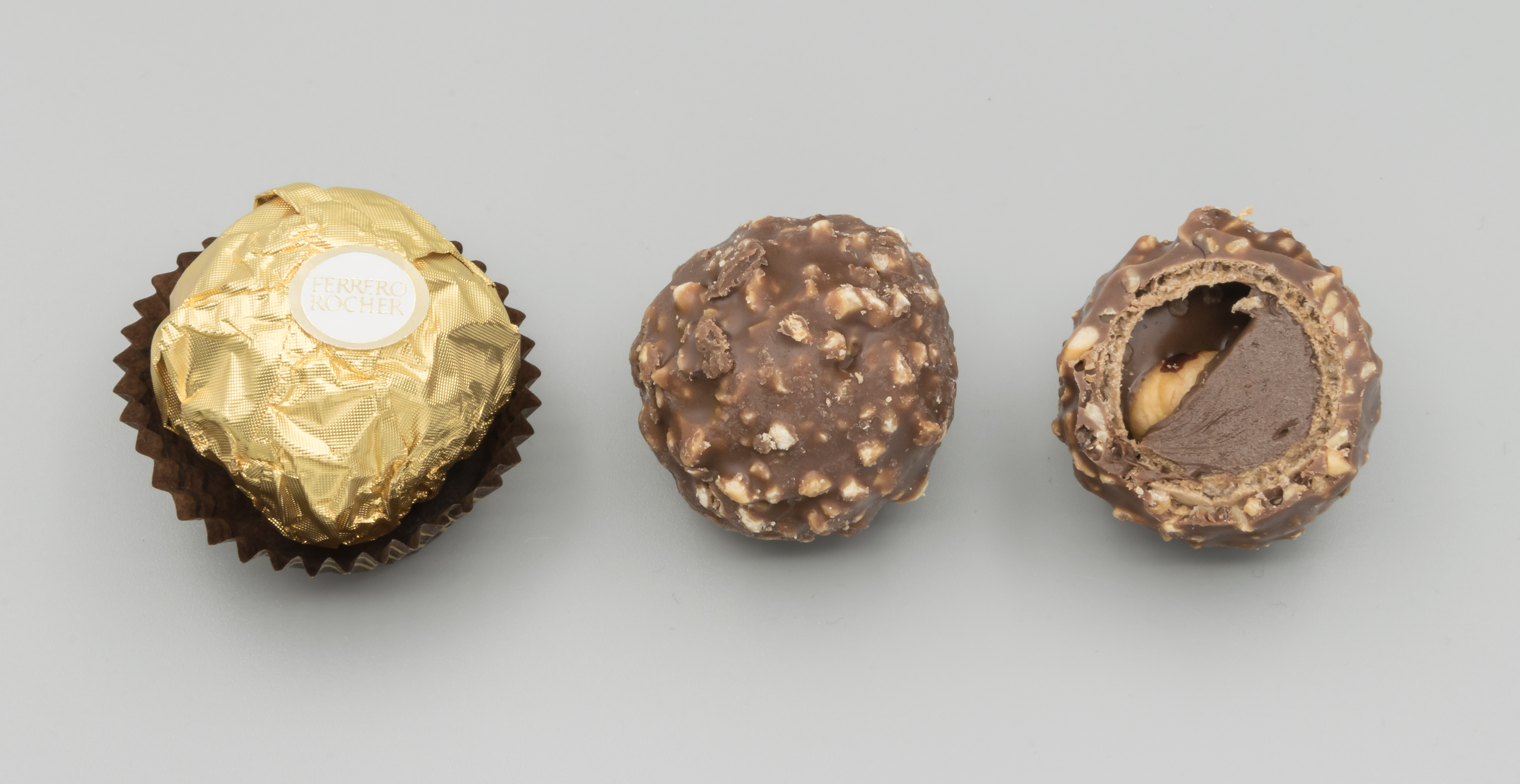
Ferrero Rocher

Ferrero Rocher (Frans voor rotsen) is een product van het bedrijf Ferrero.

## Geschiedenis
De pralines, die bestaan uit chocolade en hazelnoten, werden geïntroduceerd in Europa in 1982. Het product wordt ook gedistribueerd in Italië, Frankrijk, de Verenigde Staten, het Verenigd Koninkrijk, Brazilië, Mexico en andere landen.
Ferrero produceerde in de zomermaanden ook een versie zonder chocolade, om het kwaliteitsverlies als gevolg van de warmte tegen te gaan. Het product werd na korte tijd uit de handel genomen.
De Rocher wordt geassocieerd met kerstmis en nieuwjaar. Ongeveer 61% van de Rochers worden in de laatste drie maanden van het jaar verkocht.

## Productinformatie
De Rocher bestaat uit een bolvormige wafel die is gevuld met een nogacrème en een hele hazelnoot, en is bedekt met een laagje gekruimelde noten en chocolade.
Productie vindt plaats in de fabriek in Alba, die dagelijks 24 miljoen Rochers produceert.